# Robertfesten 2011
Robertfesten 2011, som var den 27. gang uddelingen blev afhold, foregik d. 6. februar 2011.
Filmen Submarino instrueret af Thomas Vinterberg, har fået 15 nomineringer, men modtog fem priser.

## Priser og nominerede
Nedenfor ses de nominerede i hver kategori. Vinderne ses med fed.
| Årets danske spillefilm | Årets børne- og ungdomsfilm |
| --- | --- |
| - R af Tobias Lindholm & Michael Noer - Alting bliver godt igen af Christoffer Boe - Broderskab af Nicolo Donato - Sandheden om mænd af Nikolaj Arcel - Submarino af Thomas Vinterberg | - Hold om mig af Kaspar Munk - Karla og Jonas af Charlotte Sachs Bostrup - Kidnappet af Vibeke Muasya - Min bedste fjende af Oliver Ussing - Olsen-banden på de bonede gulve af Jørgen Lerdam                 |
| Årets Mandlige Hovedrolle | Årets Kvindelige Hovedrolle |
| - Pilou Asbæk for R - Jens Albinus for Alting bliver godt igen - Mikael Persbrandt for Hævnen - Jakob Cedergren for Submarino - Mads Mikkelsen for Valhalla Rising                     | - Trine Dyrholm for Hævnen - Ellen Hillingsø for Eksperimentet - Julie Brochorst Andersen for Hold om mig - Annette Heick for Olsen-banden på de bonede gulve - Mille Hoffmeyer Lehfeldt for Smukke mennesker |
| Årets Mandlige Birolle | Årets Kvindelige Birolle |
| - Peter Plaugborg for Submarino - David Dencik for Broderskab - Amos Odhiambo for Kidnappet - Kurt Ravn for Smukke mennesker - Gustav Fischer Kjærulff for Submarino                   | - Bodil Jørgensen for Smukke mennesker - Irene Kayeri for Kidnappet - Rosalinde Mynster for Sandheden om mænd - Tuva Novotny for Sandheden om mænd - Patricia Schumann for Submarino                          |